# Le Manoir de Mortevielle
Le Manoir de Mortevielle (w krajach anglosaskich wydana jako Mortville Manor) – komputerowa gra przygodowa według projektu Bruno Gouriera i Bernarda Grelauda, wyprodukowana i wydana w 1987 roku przez francuską wytwórnię Lankhor. Mortevielle przeszła do historii gier komputerowych przede wszystkim dzięki jednej z pierwszych udanych implementacji syntezatora mowy.

## Fabuła
Akcja gry rozpoczyna się we Francji w roku 1951. Prywatny detektyw Jerôme Lange, na zaproszenie swojej przyjaciółki Julie Defranck, przybywa do posiadłości znanej jako Mortevielle. Na miejscu jednak okazuje się, że Julie nie żyje. Początkowo przeprowadzane przez Lange’a śledztwo w sprawie śmierci Julie prowadzi jedynie do konkluzji, że zmarła ona śmiercią naturalną.
Lange, korzystając z zeznań syna Julie, Guy, dowiaduje się jednak o zagadkowej śmierci innej mieszkanki posiadłości – Murielle, wieloletniej przyjaciółki Julie. Odkrywszy tajemne przejście, Lange odnajduje rozkładające się zwłoki Murielle. Nestor rodziny Defrancków, historyk Léo, wyjaśnia przyczynę śmierci Murielle słowami, iż podczas eksploracji podziemi zamku zginęła ona przypadkiem w żelaznej dziewicy. Léo każe Lange’owi opuścić posiadłość, po czym popełnia samobójstwo.

## Rozgrywka
Le Manoir de Mortevielle jest komputerową grą przygodową, obsługiwaną za pomocą interfejsu „wskaż i kliknij”. Gracz obserwuje świat gry oczami Lange’a, z perspektywy pierwszej osoby. Gracz może przemieszczać się po posiadłości Mortevielle, używając paska narzędziowego na górze ekranu i wydając bohaterowi polecenia z rozwijanych list. Ma również możliwość przesłuchiwania poszczególnych mieszkańców posiadłości Mortevielle, którzy swobodnie przemieszczają się po świecie gry. Akcja Mortevielle jest ograniczona do kilku wirtualnych dni, co przekłada się na kilka godzin czasu rzeczywistego.

## Produkcja
Pierwszą wersję Le Manoir de Mortevielle, przeznaczoną na platformę Sinclair QL, opracowali dwaj pracownicy studia Kyilkhor, działającego w obrębie wydawnictwa Pyramide: Bruno Gourier i Bernard Grelaud. Ponieważ nie odpowiadała im kultura pracy w Pyramide, Gourier i Grelaud połączyli siły z rodzeństwem Béatrice i Jeanem-Lukiem Langlois, po czym zdecydowali się założyć własną wytwórnię, Lankhor. Le Manoir de Mortevielle we wznowionej wersji ukazała się na platformie Atari ST w 1987 roku; rodzeństwo Langlois opracowało syntezator mowy, który odczytywał wypowiedzi innych bohaterów. Za całkowitą zmianę oprawy graficznej w późniejszych wersjach na Amigę i MS-DOS odpowiadał grafik Dominique Sablons .

## Odbiór
We Francji Le Manoir de Mortevielle odniosła wielki sukces artystyczny. Czasopismo „Tilt” przyznało grze dwie nagrody Tilt d’Or: dla najlepszej gry przygodowej roku oraz za udźwiękowienie . Recenzent „Tilt”, Mathieu Brisou, uznał Mortevielle za grę „znakomicie wykonaną” i opartą na „klasycznym, acz przyjemnym” scenariuszu. Magazyn „Génération 4” pisał, że Mortevielle jest „jedną z najlepszych gier przygodowych po francusku, dostępnych na [Atari] ST”.